# 살리프 케이타 (축구 선수)
살리프 케이타 트라오레(프랑스어: Salif Keïta Traoré, 1946년 12월 6일 ~ 2023년 9월 2일)는 말리의 축구 선수로, 스트라이커로 활약했다. 그는 또한 1970년에 아프리카 올해의 축구 선수상을 받은 첫 번째 사람이었다. 그는 클럽에 영감을 준 '블랙 팬서'라는 별명을 얻었다.

## 어린 시절
바마코의 다른 사람들처럼 그는 가난하게 자랐다. 그래서 그는 가난에서 벗어나기 위해 축구를 하기로 결심했다. 그의 젊은 시절 동안 그의 놀라운 재능은 그를 스타드 말리앵과 AS 레알 바마코로 이끌었다.

## 구단 경력
케이타는 바마코에서 태어났고, 그의 나라에서 AS 레알 바마코와 스타드 말리앵에서 뛰었다. 전자는 그가 두 번의 다른 주문으로 대표했고, 그는 항상 프리미에르 디비지옹 챔피언이 되었다. 1965년 첫 번째 CAF 챔피언스리그에서 스타드 말리앵은 마레샬 음바페 레페의 두알라 오릭스를 상대로 2-1로 졌고, 그 다음 해에 그는 스타드 다비장을 상대로 또 한 번 결승전에서 졌다.
1967년, 20세의 케이타는 프랑스로 떠나 생테티엔에 입단하여 1968년과 1970년 두 차례의 리그 1 우승을 포함하여 3회 연속 우승을 거두었다. 생테티엔에서 뛴 마지막 두 시즌 동안, 그는 1970-71 시즌에만 42골을 기록하는 놀라운 71골의 리그 득점을 올렸지만, 팀은 단 하나의 은메달도 따지 못했고, 1970년에는 아프리카 올해의 축구 선수로 선정되었다. 그는 또한 나중에 이에 관한 영화에 출연하기도 했다.
케이타는 1972년 여름, 동료 리그 팀인 올랭피크 드 마르세유에 입단했다. 구단이 그에게 프랑스 국적을 강요하자, 그는 반대했고, 그 후 스페인의 발렌시아 CF로 비시즌을 떠났다.

## 국가대표팀 경력
1963년, 겨우 16세의 나이로, 케이타는 말리를 위해 뛰도록 선발되었다. 그는 카메룬에서 열린 1972년 아프리카 네이션스컵에 출전한 국가대표팀의 일원이었고, 국가대표팀이 준우승을 차지하는데 도움을 주었다.
2005년 6월, 케이타는 4년의 기간 동안 말리 축구 연맹의 회장으로 선출되었다. 다음 해 말, 그는 아프리카 축구 연맹에 의해 지난 50년간 아프리카 축구 선수 200명 중 한 명으로 선정되었다.

## 사생활
케이타의 조카인 세이두 케이타도 축구 선수였다. 그는 또한 프랑스에서 몇 년을 뛰었고, 후에 훌륭한 팀과 개인적인 성공을 거두며 FC 바르셀로나를 대표했다. 발렌시아, 리버풀, 유벤투스에서 뛰었던 모하메드 시소코도 그의 조카였고, 둘 다 중앙 미드필더로서 비슷한 역할을 했다. 또 다른 조카인 시디 야야 케이타도 그의 경력 대부분을 프랑스에서 RC 랑스로 뛴 축구 선수이자 미드필더였다.
은퇴 후에는 말리로 돌아와 기업에 투자했고 마하마두 디아라와 그의 조카인 세이두 케이타 같은 인재들을 양성하는 훈련소를 만들었다. 말리 축구 연맹의 회장을 맡기도 했다. 그는 AS 생테티엔 평생 대사가 되기도 했다.
2007년부터 케이타는 말리 총리의 위임 장관으로 일했다.

### 사망
살리프 케이타는 2023년 9월 2일 76세의 나이로 세상을 떠났다.